# Комарницька Тетяна Борисівна
Тетяна Борисівна Комарницька (нар. 1 листопада 1971, місто Хмельницький) — українська борчиня вільного стилю, бронзова призерка чемпіонату світу, дворазова чемпіонка та чотириразова срібна призерка чемпіонатів Європи. Майстер спорту України міжнародного класу з вільної боротьби. Заслужений тренер України. Заслужений працівник фізичного виховання та спорту.

## Життєпис
Боротьбою почала займатися з 1990 року. 
Виступала за спортивне товариство «Гарт» (Хмельницький), ЦСКА (Київ). Тренери — Руслан Савлохов, Сергій Басистий.
У 2002 році закінчила Національний університет фізичного виховання і спорту України. 
Після завершення спортивної кар'єри перейшла на тренерську роботу. Від 2005 працює провідною тренеркою жіночої збірної команди України з вільної боротьби.

## Спортивні результати на міжнародних змаганнях

### Виступи на Чемпіонатах світу
| Змагання                        | Збірна  | Вагова категорія          | Місце  |
| ------------------------------- | ------- | ------------------------- | ------ |
| Чемпіонат світу з боротьби 1993 | Україна | жіноча боротьба, до 75 кг | 4      |
| Чемпіонат світу з боротьби 1994 | Україна | жіноча боротьба, до 70 кг | 4      |
| Чемпіонат світу з боротьби 1995 | Україна | жіноча боротьба, до 75 кг | Бронза |
| Чемпіонат світу з боротьби 1997 | Україна | жіноча боротьба, до 75 кг | 4      |
| Чемпіонат світу з боротьби 1999 | Україна | жіноча боротьба, до 75 кг | 9      |
| Чемпіонат світу з боротьби 2000 | Україна | жіноча боротьба, до 75 кг | 11     |
| Чемпіонат світу з боротьби 2001 | Україна | жіноча боротьба, до 75 кг | 7      |

### Виступи на Чемпіонатах Європи
| Змагання                         | Збірна  | Вагова категорія          | Місце  |
| -------------------------------- | ------- | ------------------------- | ------ |
| Чемпіонат Європи з боротьби 1993 | Україна | жіноча боротьба, до 75 кг | Срібло |
| Чемпіонат Європи з боротьби 1996 | Україна | жіноча боротьба, до 75 кг | Срібло |
| Чемпіонат Європи з боротьби 1997 | Україна | жіноча боротьба, до 75 кг | Срібло |
| Чемпіонат Європи з боротьби 1998 | Україна | жіноча боротьба, до 75 кг | Срібло |
| Чемпіонат Європи з боротьби 1999 | Україна | жіноча боротьба, до 75 кг | Золото |
| Чемпіонат Європи з боротьби 2000 | Україна | жіноча боротьба, до 75 кг | Золото |
| Чемпіонат Європи з боротьби 2001 | Україна | жіноча боротьба, до 75 кг | 5      |